# Đại dịch cúm 2009 tại Bắc Mỹ
Đại dịch cúm 2009 tại Bắc Mỹ (tiếng Anh: 2009 Flu pandemic in North America), một phần của đại dịch cúm 2009 bởi một dòng virus mới mang tên virus cúm A H1N1 đã gây ra căn bệnh có tên là cúm lợn, bắt đầu tại Mexico và sau đó lan ra toàn thế giới.

Sự bùng phát của bệnh

## Canada
Khoảng 10% người dân Canada bị nhiễm virus vào giữa-cuối tháng 11 với 416 ca tử vong đã xác nhận tính đến 7 tháng 1; có khoảng 10,000 ca mắc đã xác nhận khi Bộ Y tế Canada ngừng thống kê vào tháng 7 năm 2009. Canada bắt đầu chiến dịch tiêm phòng vào tháng 10 và 40% người dân đã được tiêm phòng ngừa H1N1. Sự ảnh hưởng lan rộng của H1N1 tại Canada còn là mối lo ngại về Thế vận hội Mùa đông lần thứ 21, dự kiến diễn ra tại Vancouver vào tháng 2 năm 2010.

## Mexico

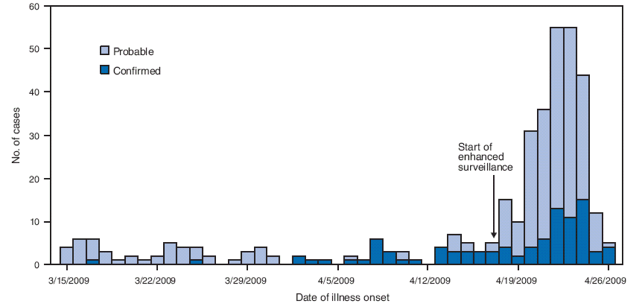
Xác nhận các trường hợp mắc bệnh của Mexico tính từ ngày khởi phát 15 tháng 3 – 26 tháng 4. —CDC

Đại dịch bùng phát tại Mexico:
Tử vong
Ca mắc xác nhận

Tiến sĩ José Ángel Córdova Villalobos, Bí thư Y tế của Mexico cho biết kể từ tháng 3 năm 2009, có khoảng 1,995 trường hợp bị nghi mắc H1N1 và 149 người tử vong, với 20 ca xác nhận liên quan đến một chủng virus mới là virus cúm A H1N1. Tính đến ngày 26 tháng 4, có 1,614 ca mắc, 103 ca tử vong và khoảng 400 tại bệnh viện; khoảng hai phần ba bệnh nhân đã hồi phục. "Có tới 23,000 có khả năng bị nhiễm virus cúm lợn", Neil Ferguson của Đại học Hoàng gia London và các đồng nghiệp trên tạp chí Khoa học cho biết.